# Șcheia (gmina w okręgu Suczawa)
Șcheia – gmina w Rumunii, w okręgu Suczawa. Obejmuje miejscowości Florinta, Mihoveni, Sfântu Ilie, Șcheia i Trei Movile. W 2011 roku liczyła 9577 mieszkańców.